# 白塔西站
白塔西站（蒙古语：ᠴᠠᠭᠠᠨ
ᠰᠤᠪᠤᠷᠭ᠎ᠠ
ᠶᠢᠨ
ᠪᠠᠷᠠᠭᠤᠨ）是呼和浩特地铁1号线的地铁车站，位于中华人民共和国内蒙古自治区呼和浩特市赛罕区中专路街道空港大道南侧，呼和浩特白塔国际机场国际航站楼北侧，2019年12月29日開通运营。2023年11月1日起，为方便往来机场乘客，车站站名标志更改为白塔西（国际航站楼）站（蒙古语：ᠴᠠᠭᠠᠨ
ᠰᠤᠪᠤᠷᠭ᠎ᠠ
ᠶᠢᠨ
ᠪᠠᠷᠠᠭᠤᠨ
(ᠣᠯᠠᠨ
ᠤᠯᠤᠰ᠎ᠤ᠋ᠨ
ᠠᠭᠠᠷ᠎ᠤ᠋ᠨ
ᠥᠷᠲᠡᠭᠡᠨ᠎ᠦ᠌
ᠠᠰᠠᠷ)）。

## 车站结构
白塔西站位于空港大道南侧，长118米，为地上三层侧式车站。车站南侧为地上二层设备用房，北侧设置过街天桥。
| 地上三层          | 站台层 | \| 側式 · 開右邊车门 \| \| \| \| \| \| █ 1号线往伊利健康谷（什兰岱） \| \| \| \| █ 1号线往坝堰（机场）（終點站） \| \| 側式 · 開右邊车门 \| \| \| |
| 地上二层          | 站厅   | 客服中心、自动售票机、验票机 |
| 地面              | 出入口 | A-B出入口 |
| 側式 · 開右邊车门 |        | |
|                   |        | █ 1号线往伊利健康谷（什兰岱） |
|                   |        | █ 1号线往坝堰（机场）（終點站） |
| 側式 · 開右邊车门 |        | |

## 车站出口
白塔西站共设2个出口，各出口及周围设施如下所示：
| 出口编号            | 照片 | 地点             | 可到达目的地                   |
| ------------------- | ---- | ---------------- | ------------------------------ |
| A · 出口 · （设有） |      | 空港大道（北侧） | 中国民用航空内蒙古安监局       |
| B · 出口 · （设有） |      | 空港大道（南侧） | 呼和浩特白塔国际机场国际航站楼 |
| 图例： 设有         |      |                  |                                |

## 接驳交通

### 航空
- 呼和浩特白塔国际机场国际航站楼位于车站西南侧，有地面道路连接。

## 车站历史
- 2019年12月29日，随1号线通车一同开通[1]。